# Phrynocephalus strauchi
Espèce
Statut de conservation UICN

 VU B1ab(iii) : Vulnérable
Phrynocephalus strauchi est une espèce de sauriens de la famille des Agamidae.

## Répartition
Cette espèce se rencontre au Tadjikistan, au Kirghizistan et en Ouzbékistan,.

## Étymologie
Cette espèce est nommée en l'honneur de Alexander Strauch.

## Publication originale
- Nikolsky, 1899 : Reptiles and amphibians of the Turkestan general-governorship (Herpetologia Turanica). Travel to the Turkestan of the member-founder of the A.P. Fedchenko Society, acomplished on behalf of the Imperial Society of Amateurs of natu Moscow, University Publishing, vol. 2, part. 7, no 23, p. 21–84.